# Łuków
Łuków là một thị trấn thuộc hạt Łuków, tỉnh Lublin, miền đông Ba Lan. Từ năm 1975-1998, thị trấn nằm trong tỉnh Siedlce, kể từ năm 1999 đến nay, nó thuộc quyền quản lý của tỉnh Lublin. Thị trấn Łuków nằm trên sông Krzna, ở độ cao 160 m so với mực nước biển. Tổng diện tích của thị trấn là 35,75 km², trong đó rừng chiếm 13%. Tính đến năm 2006, dân số của thị trấn là 30.564 người với mật độ 850 người/km².

## Lịch sử
Thị trấn Łuków được thành lập vào năm 1233 với mục đích bảo vệ biên giới phía đông của vùng Sandomierz nhằm chống lại các bộ lạc người Yotving và người Litva. Từ năm 1250-1257, một Giáo phận Công giáo La Mã đã được thành lập tại thị trấn, sau khi Hoàng tử của Kraków và Công tước của Sandomierz là Bolesław V the Chaste đưa các Hiệp sĩ Templar đến đây. Vào cuối thời Trung cổ, Łuków thường xuyên bị xâm chiếm và phá hủy bởi những người Phổ, Yotving, Litva và Tatars. Tình trạng đó chỉ được cải thiện sau năm 1385, khi Ba Lan và Litva trở thành đồng minh. Năm 1403, Łuków chính thức được trao đặc quyền thị trấn theo luật Magdeburg. Ban đầu, thị trấn thuộc về tỉnh Sandomierz, nhưng vào năm 1474, nó trở thành một phần của tỉnh Lublin.
Từ năm 1655-1660, thị trấn bị phá huỷ nghiêm trọng trong cuộc chiến giữa Ba Lan và Thụy Điển. Vào nửa sau của thế kỷ 18, Łuków có khoảng 3.000 cư dân sinh sống và làm việc. Tuy nhiên, vào năm 1782, trong một trận hỏa hoạn lớn, thị trấn gần như bị phá huỷ hoàn toàn. Năm 1795, Łuków bị Đế quốc Áo xâm chiếm, nhưng kể từ năm 1815, thị trấn được khôi phục lại Ba Lan.

## Giao thông
Trong thị trấn có nhà ga xe lửa Łuków, nằm trên tuyến đường từ Brest-Litovsk đến Warsaw và Berlin. Ngoài ra, nó còn được kết nối đến Dęblin và Skierniewice.

## Giáo dục
- Trường trung học Tadeusz Kościuszko
- Trường trung học Henryk Sienkiewicz
- Đại học Kinh doanh và Quản trị